# Argungu

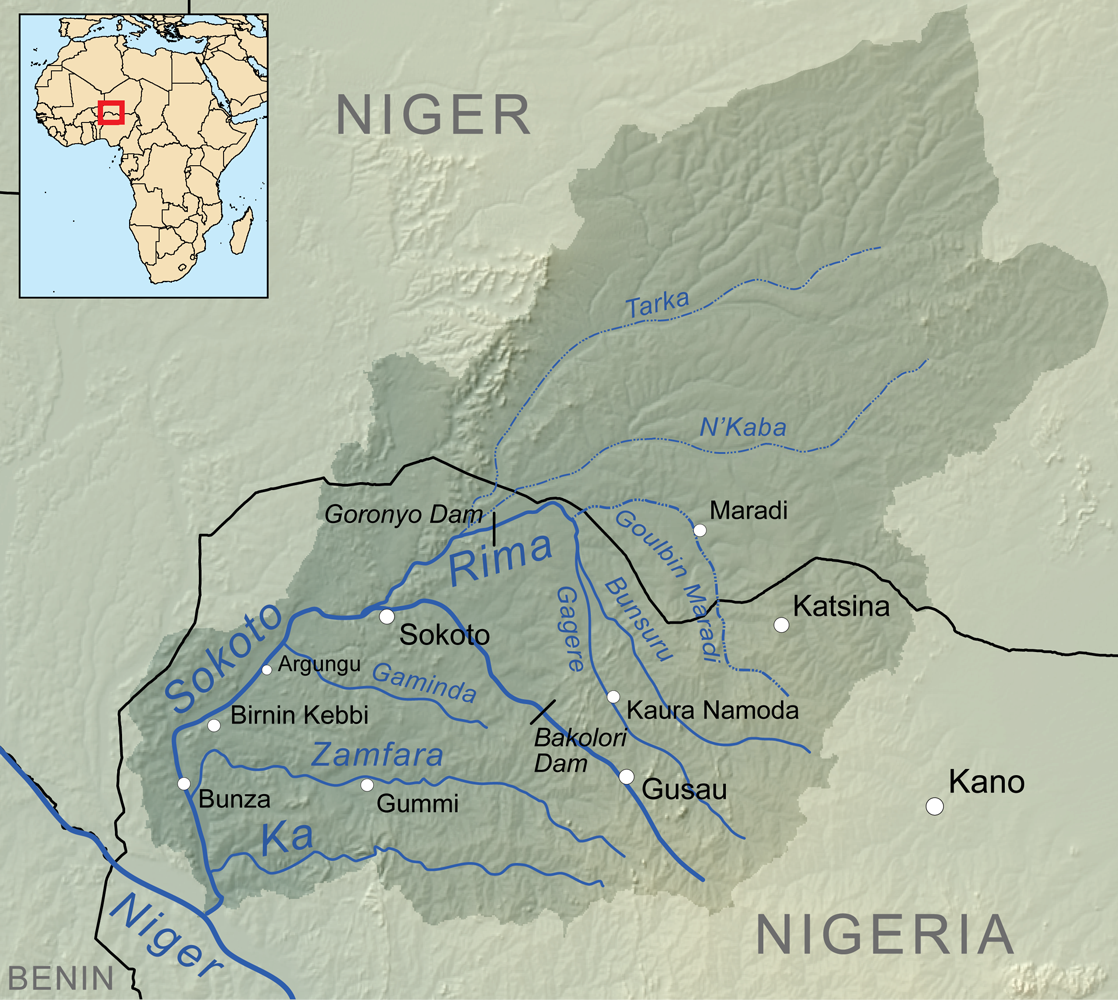
Bacia do rio Socoto, Argunga a oeste, a jusante de Socoto

Argungu é uma cidade no estado de Kebbi, na Nigéria, situada no rio Socoto. A cidade organiza uma competição anual de pesca internacional.

## Museu
O edifício do Museu Kanta, adjacente ao mercado principal, foi construído em 1831 e recebeu o nome de Muhammed Kanta, fundador do reino Kebbi em 1515. Foi construído por Yakubu Nabame, um antigo emir de Kebbi, e serviu como palácio do emir até 1942 quando os britânicos construíram um novo palácio administrativo durante o reinado de Muhammed Sani. Depois que o prédio ficou vago, em 1 de julho de 1958, ele abriu como um museu, oferecendo uma visão sobre a turbulenta história do Estado de Kebbi. O museu é dividido em onze compartimentos e tem uma coleção notável de armas, consistindo de encantos, lanças, espadas, madeira, pedras, arcos e flechas, armas locais e até tambores em exibição. O museu também é conhecido por ser um local onde os emires mortos do governo local estão enterrados.